# Rhapsody in Bogota
Rhapsody in blue-Rhapsody in Bogotá (El título original conocido como: Rapsodia en Bogotá) es un cortometraje que en su mayoría maneja imágenes, música y secuencias, permitiendo visualizar planos generales, y así observar las características importantes de Bogotá. Como también, la labor que desempeña cada sujeto en la ciudad, una amalgama cultural amplia, la evolución de la movilidad, economía, costumbres y diferencias entre las clases sociales. Realizado por el colombo-español José María Arzuaga en el año de 1963 como homenaje a la capital colombiana, Bogotá, y a George Gershwin, tomando como base las composiciones Rhapsody in Blue y An American in Paris de ese compositor estadounidense.
Galardonado con el premio perla del cantábrico al mejor cortometraje de habla hispana en el  festival internacional de cine de San Sebastián de 1963.

## Argumento
Rodado entre 1962 y 1963. El filme sucede en un tiempo cíclico durante el cual se presenta un día de la vida cotidiana urbana de Bogotá y de sus habitantes en los comienzos de los años 60, mostrando todo lo que trascurre en la ciudad y sus habitantes, amalgamando las imágenes con la musicalización. 

## Música
El respaldo musical hace parte fundamental de este filme, debido a que hace contrapunto a las imágenes con sus  síncopas.

## Restauración
La fundación patrimonio fílmico colombiano se ha encargado de recuperar y preservar este corto, dado que solo existían copias con desvanecimiento del color original, por esto realizaron pesquisas en productoras de España y Colombia y se realizó una restauración uniendo las partes conservadas de los rollos disponibles, adaptándolo también al sistema Dolby.